# Dodoši (Chorwacja)
Dodoši – wieś w Chorwacji, w żupanii sisacko-moslawińskiej, w mieście Petrinja. W 2011 roku liczyła 76 mieszkańców.